# Kastlösa distrikt
Kastlösa distrikt är ett distrikt i Mörbylånga kommun och Kalmar län på södra Öland. 
Distriktet ligger vid Ölands västkust. 

## Tidigare administrativ tillhörighet
Distriktet inrättades 2016 och utgörs av socknen Kastlösa i Mörbylånga kommun.
Området motsvarar den omfattning Kastlösa församling hade vid årsskiftet 1999/2000.